# Famous (album Puddle of Mudd)
Famous è il quarto album in studio del gruppo post grunge/alternative rock statunitense Puddle of Mudd. È stato pubblicato il 9 ottobre 2007 con l'etichetta Flawless Records, divisione della Geffen.
Il primo singolo estratto dal disco è la title track Famous pubblicata il 21 maggio 2007, cui ha fatto seguito come secondo singolo Psycho uscita il 2 novembre. Complessivamente l'album ha venduto circa 360 000 copie nei soli Stati Uniti.

## Composizione
All'inizio del 2007, l'album era in fase di rifinitura sotto il produttore Bill Stevenson. Durante questo periodo, la band aveva scritto tra i 60 e i 70 brani, dalle quali estrassero le canzoni che oggi compongono l'album. In origine, avrebbe dovuto essere pubblicato nel mese di luglio con il titolo Living on Borrowed Time. Nonostante ciò il titolo venne infine cambiato.

## Tracce
1. Famous – 3:16
2. Livin' on Borrowed Time – 3:01
3. It Was Faith – 3:31
4. Psycho – 3:31
5. We Don't Have to Look Back Now – 3:42
6. Moonshine – 4:07
7. Thinking About You – 3:42
8. Merry Go Round – 2:42
9. I'm So Sure – 4:33
10. Radiate – 3:13
11. If I Could Love You – 3:11

## Formazione
- Wes Scantlin – voce, chitarra
- Doug Ardito – basso
- Christian Stone – chitarra solista
- Ryan Yerdon – batteria, percussioni